# Gizmondo
Gizmondo是老虎电子（Tiger Telematics）在2005年上市的一款多媒体掌上游戏机。Gizmondo因其丰富的功能和强大的性能，被认为可以与传统掌机制造商任天堂和索尼相竞争。然而，它最终以重大的销售失败告终，它在美国的亮相被连续推迟了数次，并在发布前不久宣布了宽屏版本，这都导致了销量低下。Gizmondo的总销量不到25,000台，被GamePro评为历史上销量最差的掌上游戏机。
此后，该公司高管的一些丑闻被曝出，使得他们辞职。2006年2月，公司的债务达到了3亿美元，被迫宣布破产，Gizmondo也就此停产。

## 配置[10]
- 系统：Windows CE.net
- CPU：SamSung ARM9 400MHz
- RAM：128MB DDR
- GPU：GoForce 3D 4500 GPU
- 屏幕：2.8寸TFT（320x240）
- 支持MP3、WAV、MIDI音乐与MPEG-4、H.263编码影片
- 拥有GSM三频、GPRS Class 10、WAP 2.0、SMS / MMS通讯功能